# صمام عوامة

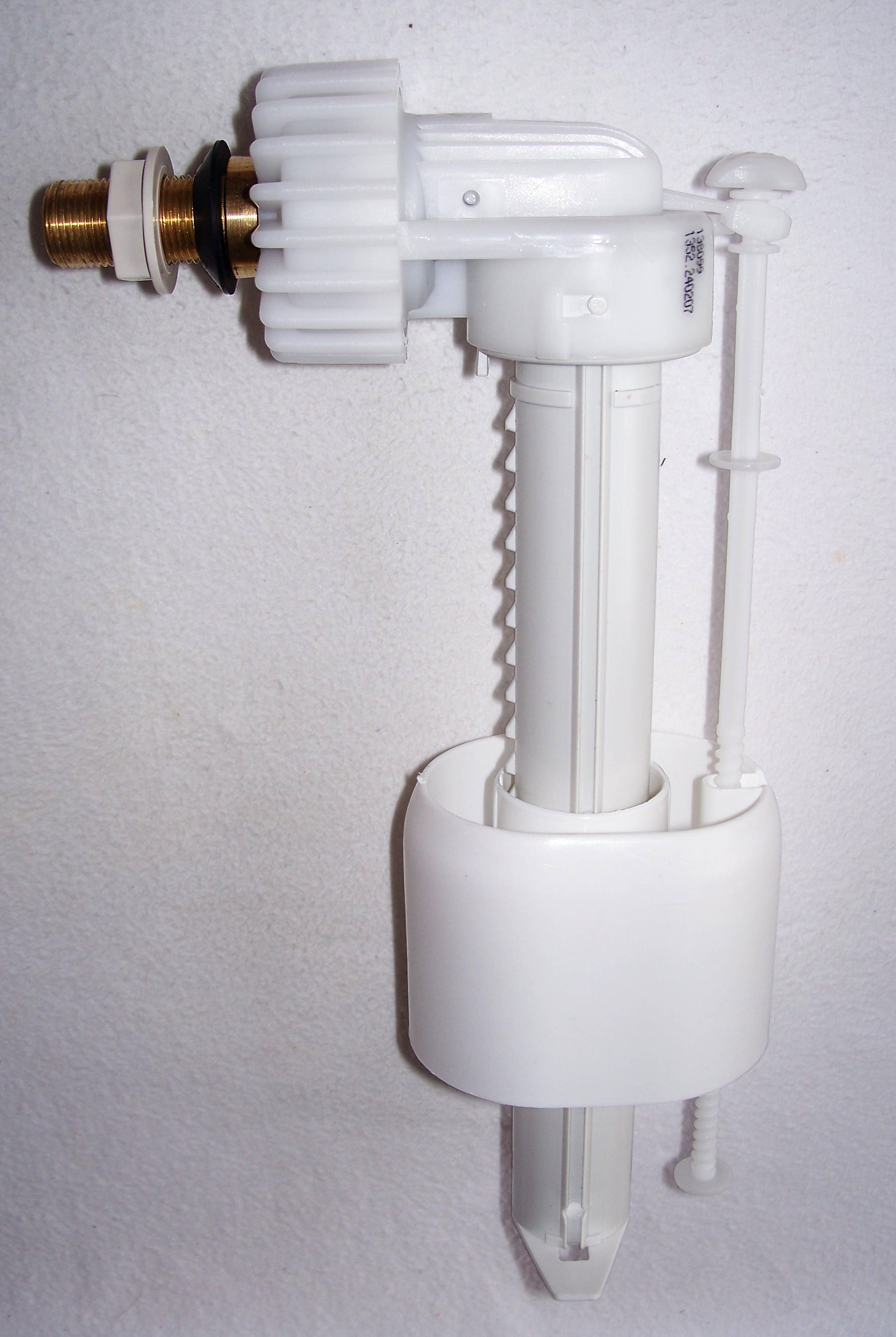

المَحبِس الكروي أو صمام العوامة (بالإنكليزية: Float Valve) آلة تستخدم في الخزانات والأحواض.

## وظيفته
وظيفته حفظ منسوب المياه في الخزانات والأحواض، والسماح للمياه بالدخول إليها في حال انخفاض المنسوب.

## طريقة عمله
وعند الامتلاء ترتفع العوامة وتغلق بوابة دخول المياه، عند هبوط منسوب المياه داخل الخزان تهبط العوامة ويفتح بوابة الدخول مرة أخرى وتدخل المياه إلى الخزان.

## استخداماته
يركب هذا الصمام على مدخل المياه في الخزانات وأحواض الترشيح ليوقف دخول المياه إليها إذا ارتفع منسوب المياه فيها. وغالبا ما يستخدم في أنظمة المياه ذات ضغط تشغيل حتى 1.5 كجم/سم2 (1,5 بار).

## مواد التصنيع
أفضل أنواعه ما يتكون من بوابة من البرونز مزودة بقضيب من البرونز وعوامة ملحقة من البرونز وتكون كرة العوامة من النحاس. وقد تكون كرة العوامة من البلاستيك المقوّى.